# Пенськ
Пенськ (пол. Pieńsk, нім. Penzig) — місто в південно-західній Польщі, на річці Ниса-Лужицька, біля кордону з Німеччиною.
Належить до Згожелецького повіту Нижньосілезького воєводства.

## Демографія
Демографічна структура станом на 31 березня 2011 року:
|          | Загалом | Допрацездатний вік | Працездатний вік | Постпрацездатний вік |
| -------- | ------- | ------------------ | ---------------- | -------------------- |
| Чоловіки | 2945    | 577                | 2133             | 235                  |
| Жінки    | 3016    | 536                | 1800             | 680                  |
| Разом    | 5961    | 1113               | 3933             | 915                  |

## Уродженці
- Артур Альбрехт — гауптштурмфюрер СС, співробітник гестапо (1935) і СД.